# Stig Stade
Stig Adolf (S:son) Svensson Stade, född 10 augusti 1904 i Sollebrunn, Älvsborgs län, död 15 juli 1982 i Åkersberga, Stockholms län, var en svensk militär (överste).

## Biografi
Stade var son till köpmannen Gustav Adolf Svenson och Signe Sandberg. Han var fänrik vid (KA 1) 1927, löjtnant 1931, kapten 1938, major 1944, överstelöjtnant 1949 och överste 1954. Han genomgick allmän kurs vid Kungliga Sjökrigshögskolan 1932-1933, minkurs och stabskurs 1935-1937 och gick på Gymnastik- och idrottshögskolan 1933-1935. Stade var adjutant i fästningsstaben vid Vaxholms fästning 1939-1940, tjänstgjorde som officer vid marinförvaltningen 1941-1945 och var bataljonschef vid Vaxholms kustartilleriregemente (KA 1) 1945-1948. Han var därefter lärare vid Kungliga Sjökrigshögskolan 1941-1946, stabschef för Stockholms kustartilleriförsvar 1948-1954, chef Gotlands kustartilleriförsvar med Gotlands kustartillerikår (KA 3) 1954-1957, Marinkommando Nord och Norrlandskustens kustartilleriförsvar med Härnösands kustartilleriregemente (KA 5) 1957-1964.
Stade blev ledamot av Kungliga Örlogsmannasällskapet 1952. Han gifte sig 1938 med Inga Hillbom (född 1912), dotter till statsinspektör Sven Hillbom och Eva Gyllenkrok. Stade avled den 15 juli 1982 och gravsattes den 18 oktober 1982 på Galärvarvskyrkogården i Stockholm.

## Utmärkelser
- Riddare av första klass av Svärdsorden, 1946.[3]
- Kommendör av Svärdsorden, 4 juni 1960.[4]
- Kommendör av första klass av Svärdsorden, 6 juni 1963.[5]